# Нью-Йорк (провинция)
Прови́нция Нью-Йорк (англ. Province of New York) — английская, позже британская королевская колония, изначально включавшая нынешние штаты Нью-Йорк, Нью-Джерси, Делавэр и Вермонт, части штатов Коннектикут, Массачусетс и Мэн и восточную Пенсильванию. Территория на северо-западе штата Нью-Йорк принадлежала племени ирокезов и оспаривалась английскими колониями и Новой Францией; территория нынешнего штата Вермонт оспаривалась провинциями Нью-Йорк и Нью-Гэмпшир.
Провинция образовалась в результате передачи Новых Нидерландов Республикой Соединённых провинций Английскому королевству в результате поражения 27 августа 1664 года. В марте 1665 года провинция была переименована в честь Якова II, герцога Йоркского, брата Карла II. Она стала частью срединных колоний и поначалу управлялась непосредственно из Англии. В том же году из колонии была выделена провинция Нью-Джерси, споры о границе с которой продолжались вплоть до 1765 года.
В июле 1673 года нидерландский флот отбил потерянные земли. Территория удерживалась голландцами вплоть до её уступки англичанам согласно Вестминстерскому договору 1674 года (взамен Голландская республика получила Суринам и некоторые острова Вест-Индии).
В октябре 1683 была создана колониальная ассамблея. Провинция Нью-Йорк стала последней из английских колоний, основавшей ассамблею. В то же время ассамблея провинции Нью-Йорк стала первой среди колониальных ассамблей, разработавших собственную конституцию. Документ был подписан 30 октября. Согласно конституции, коренным жителям колонии предоставлялись большие права, нежели другим колонистам из других провинций, в том числе реализовывались требования лозунга «Нет налогов без представительства».
В феврале 1685 года, когда Яков II стал королём, провинция Нью-Йорк стала коронной. Яков II не утвердил конституцию и в октябре 1685 года объявил её недействительной. С того же года прекратила созываться и ассамблея. В мае 1688 года провинция стала частью доминиона Новая Англия. Когда в апреле 1689 года до провинции дошли новости о том, что в результате Славной революции Яков II был свергнут с престола, бостонцы подняли мятеж и заключили в тюрьму губернатора Эдмунда Эндроса. В мае волнения охватили уже всю провинцию. Прибывший в марте 1691 года новый губернатор Генри Слотер подавил восстание, подвергнув его организатора, Джейкоба Лизлера, пыткам и, в конце концов, казнив. В том же году конституция провинции была вновь введена в действие и оставалась в силе вплоть до получения территорией статуса штата.
В 1690-х годах провинция Нью-Йорк была крупнейшим импортёром рабов; также в ней располагались крупные базы снабжения пиратов.
В 1744—1748 годах провинция принимала участие в Войне короля Георга. Также на территории провинции проводились военные действия во время Франко-индейской войны.
22 мая 1775 года провинциальный конгресс Нью-Йорка наделил себя полномочиями правительства. В 1777 году им была ратифицирована конституция штата Нью-Йорк. Во время Войны за независимость, когда британские войска с использованием военных и политических ресурсов в Северной Америке заняли Нью-Йорк, а британский губернатор номинально ещё оставался у власти, большая часть бывшей колонии уже принадлежала повстанцам. Конец претензиям Британии на территории штата Нью-Йорк был положен подписанием в 1783 году Парижского мира.